# ألبير غوبل
ألبير غوبل (بالهولندية: Alper Göbel)‏ هو لاعب كرة قدم هولندي، ولد في 11 أكتوبر 1982 في ديفينتر في هولندا.

## وصلات خارجية
- ألبير غوبل على موقع اتحاد تركيا (لاعب) (الإنجليزية)
- ألبير غوبل على موقع قاعدة بيانات كرة القدم.إي يو (الإنجليزية)
- ألبير غوبل على موقع عالم كرة القدم.نت (الإنجليزية)